# Lethrinus conchyliatus
Lethrinus conchyliatus és una espècie de peix pertanyent a la família dels letrínids.

## Morfologia
Pot arribar a fer 76 cm de llargària màxima (normalment, en fa 50). 10 espines i 9 radis tous a l'aleta dorsal i 3 espines i 8 radis tous a l'anal. El cap i la resta del cos són de color marró o gris, més clar a la zona ventral. Els llavis i la vora de l'opercle són de color vermell. Aletes ataronjades, fosques o clapejades.

## Alimentació
Menja crustacis i peixets.

## Hàbitat
És un peix marí, associat als esculls i de clima tropical (14°N-22°S), que viu fins als 220 m de fondària.

## Distribució geogràfica
Es troba a l'Índic: Tanzània, el nord de Madagascar, Txagos, les illes Andaman i el sud-oest d'Indonèsia.

## Estat de conservació
Els seus principals problemes són la degradació dels esculls de corall causada per la contaminació, la sobrepesca i les pressions de la població humana.

## Observacions
És inofensiu per als humans.